# Veton Surroi
Veton Surroi (Pristina, 17 juli, 1961) is een Kosovaars Albanees publicist en politicus. Surroi is de oprichter en leider van de politieke partij Hervormingspartij ORA. Hij was lid van het Kosovaarse parlement van 2004 tot 2008.

## Levensloop
Surroi studeerde aan de Nationale Autonome Universiteit van Mexico (UNAM).
In 1997 nam Surroi deel aan de onderhandelingen van Rambouillet. Hetzelfde jaar richtte hij ook een van de grootste kranten van Kosovo op, de Koha Ditore, waarvan hij de leiding overliet aan zijn zus, Flaka Surroi.

## Onderscheiding
Samen met de Serviër Nataša Kandić werd hij in 2000 onderscheiden met de Geuzenpenning.
- Gemeinsame Normdatei: 1073320286
- International Standard Name Identifier: 0000 0000 5391 9409
- Library of Congress Control Number: no2006115056
- Système universitaire de documentation: 227484304
- Virtual International Authority File: 48992072
- WorldCat: E39PBJpYpFhJB3jyhc3qy37PwC